# ردليشينات وأشباهها
ردليشينات وأشباهها (الاسم العلمي:†Redlichiina) هي رتيبة منقرضة من ثلاثيات الفصوص تتبع رتبة الردليشيات.

## التصنيف
- فوق فصيلة الإيمويلينات
  - فصيلة الإيمويلات
    - جنس الإيمويلة